# فیروز ارمنی
فیروز ارمنی (انگلیسی: Firouz؛ زادهٔ)، یکی از امیران پادگان‌های شهر انطاکیه بود که در جریان محاصره انطاکیه در سال ۱۰۹۸، در خفا با بوهموند ارتباط برقرار کرد و پس از آن دروازه شهر را بروی نیروهای صلیبی گشود تا شهر پس از چندین ماه محاصره، به دست صلیبیون سقوط کند.
فیروز که یکی از ارمنی‌های تازه مسلمان‌شده بود توانسته بود در حکومت یاغی‌سیان به مقامی دست یابد. او رابطه با هم‌کیشان پیشینش را قطع نکرده بود و به وسیلهٔ ارمنیان توانسته بود با بوهموند ارتباط برقرار نماید و حاضر به فروش شهر شود. بوهموند که این رویداد را از دیگران مخفی نگه داشته بود یکسره خطر سپاه کربغا را به سپاهیان یادآوری می‌نمود. سرانجام در اواخر ماه مه کربغا محاصرهٔ ادسا را رها کرد به سوی انطاکیه شتافت. با هرچه نزدیکتر شدن سپاه او، ترس و وحشتی بزرگ‌تر در دل صلیبی‌ها ایجاد می‌شد. تعداد فراریان روز به روز افزایش می‌یافت و ۲ ژوئن تعداد زیادی از سپاهیان شمال فرانسه به فرماندهی استفان بلوا به‌سوی اسکندرون گریختند. رفتن استفان از اردوگاه که بیش از همهٔ سرداران به ستایش از امپراتور می‌پرداخت بیشترین سود را برای عملی شدن رویاهای بوهموند رساند. درست در همان روز فیروز پسر خود را به سوی اردوی بوهموند فرستاد و اعلام کرد تا آمادهٔ خیانت به شهر است. او فرماندهی برج دوخواهر و دیوارهای نزدیک اطرافش را در اختیار داشت. این برج در روبروی دژ تانکرد واقع شده بود. او به بوهموند پیشنهاد داده بود تا در شب هنگام سپاهیان صلیبی اردوگاه را به سوی خاور ترک کرده و چنان وانمود نمایند که در حال حرکت به سوی کربغا هستند و سپس در نیمهٔ شب به کنار دیوارها رفته و با نردبان خود را به بالای باروی شهر برسانند. او در مقابل پذیرش این پیشنهاد از سوی بوهموند پسر خود را به عنوان گروگان به اردوگاه صلیبی‌ها فرستاد.

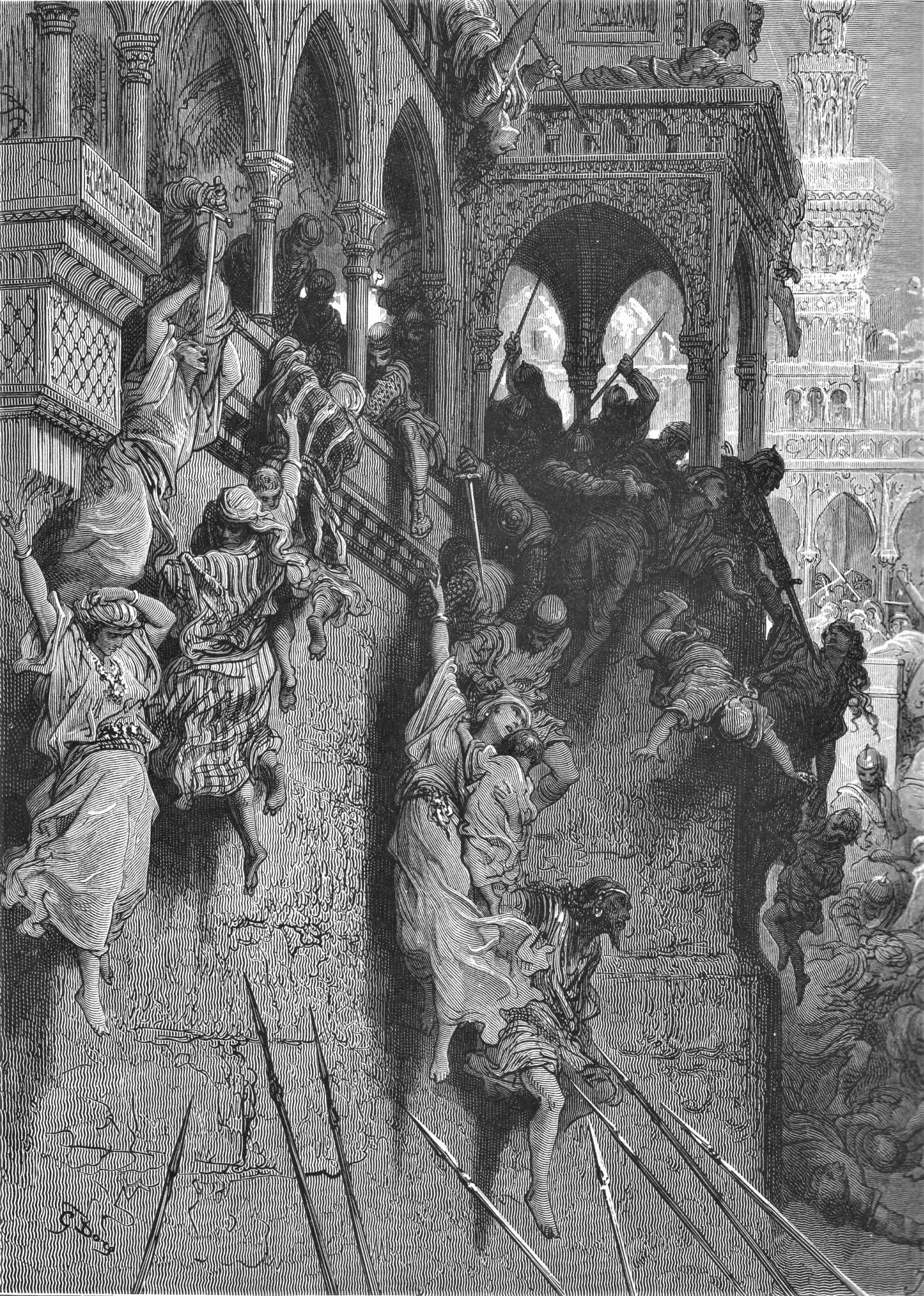
قتل‌عام انطاکیه

با رو به تاریکی نهادن روز، بوهموند در اردوگاه ندای حرکت برای غارت آبادی‌های مسلمانان را داد و سپس سران صلیبی را به خیمهٔ خود آورده و رازش را با آنان در میان گذاشت و به آنان اطمینان داد که در همان شب انطاکیه سقوط خواهد نمود. با غروب آفتاب تمامی سپاه صلیبی‌ها به سوی خاور به حرکت درآمدند. ترکان که این حرکت صلیبی‌ها را دیدند، خیالی آسوده یافتند که شبی آرام را پشت سرخواهند گذاشت. در نیمه‌های شب به سپاه صلیبی‌ها فرمان بازگشت به سوی دیوارهای غربی شهر داده شد. نیروهای بوهموند درست اندکی پیش از سپیده‌دم به مقابل برج دوخواهر رسیدند و نردبانی کنار برج نهاده و ۶۰ تن از شوالیه‌ها به فرماندهی فولک چارترس خود را به اتاقی که فیروز در آن انتظارشان را می‌کشید، رساندند. شوالیه‌ها از برج دوخواهر توانستند دو برج دیگر را که در کنترل فیروز قرار داشت به کنترل خود درآورده تا سپاهیان نردبان‌هاشان را در کنار دیوار قرار دهند. در همین میان بوهموند نیز از نردبان به بالای دیوار رفت. در همین هنگام گروهی از سربازان مشغول غافلگیر کردن نگهبانان ترک بر روی دیوارها و برج‌ها بودند و گروهی دیگر نیز به شهر راه یافته و عیسویان شهر را برانگیختند و توانستند دروازهٔ سنت ژرژ و دروازهٔ بزرگ پل را بر روی سپاهیان آمادهٔ صلیبی گشودند. سپاه صلیبی بدون مواجه شدن با مانعی جدی به شهر یورش برده و همراه با یونانیان و ارامنه، هر آنکس از ترکان را می‌دیدند، می‌کشتند. یاغی‌سیان که غافلگیر شده بود و شکستش را حتمی می‌دید بی‌درنگ سوار بر اسبی شده و از راه دروازهٔ آهنین از شهر گریخت. اما شمس‌الدوله افرادش را جمع کرد و پیش از صلیبی‌ها ارگ شهر را به تصرف خودش درآورد. بوهموند که در تعقیب او بود راهی به درون ارگ پیدا نکرده و مجبور گشت تا درفش ارغوانی‌اش را در بلندترین نقطه موجود به اهتزاز درآورد. بوهموند پس از گردآوری نیروهایش دوباره به ارگ یورش برد اما درحالی که خودش هم زخمی گشته بود، مجبور گشت تا عقب بنشیند. پس از چندی یک روستایی ارمنی سر یاغی‌سیان را به بوهموند پیشکش کرد و اندوه ارگ بوهموند را کمی تسکین بخشید. یاغی‌سیان در راه از اسب افتاده بود و بوسیلهٔ چند روستایی که او را می‌شناختند، کشته شده‌بود.
با فرارسیدن شب دیگر هیچ ترکی در همهٔ شهر زنده نمانده بود و حتی در روستاها و آبادی‌های اطرافش نیز تمامی ترکان به سوی کربغا گریخته بودند و همهٔ خانه‌های انطاکیه اعم از مسیحیان و مسلمانان همگی به باد غارت داده شده بودند.